# Gyllene Tider turné 1980
Gyllene Tider turné 1980 var under perioden 22 februari-13 december 1980 den svenska popgruppen Gyllene Tiders första turné.

## Turnéplan
| Datum       | Arena                                  | Ort             | Publik |
| ----------- | -------------------------------------- | --------------- | ------ |
| 22 februari | Stadsteatern                           | Karlshamn       |        |
| 29 februari | Gisleparken                            | Gislaved        |        |
| 1 mars      | Bellevueparken                         | Karlshamn       |        |
| 7 mars      | Glädjehuset                            | Stockholm       |        |
| 14 mars     | Discoteque Pinocchio                   | Halmstad        |        |
| 15 mars     | Focus                                  | Kungsbacka      |        |
| 16 mars     | Backa fritidsgård                      | Göteborg        |        |
| 26 mars     | Fina                                   | Hudiksvall      |        |
| 27 mars     | Medborgarhuset                         | Lycksele        |        |
| 28 mars     | Club Cleopatra                         | Luleå           |        |
| 29 mars     | Mad Mollys                             | Skellefteå      |        |
| 30 mars     | Hedbergska aulan                       | Sundsvall       |        |
| 1 april     | Rackarbergspuben                       | Uppsala         |        |
| 2 april     | Rock Palais                            | Stockholm       |        |
| 4 april     | Spooky, Nöjesparken                    | Varberg         |        |
| 5 april     | Folkets park                           | Karlshamn       |        |
| 6 april     | Lobo                                   | Göteborg        |        |
| 16 april    | Kattegattskolan                        | Halmstad        |        |
| 18 april    | Forum                                  | Oskarshamn      |        |
| 19 april    | Club Alexander                         | Lidköping       |        |
| 25 april    | Folkets hus                            | Rottneros       |        |
| 26 april    | Club Eagle                             | Mjölby          |        |
| 30 april    | Kärringryggen                          | Virserum        |        |
| 1 maj       | Åstorp                                 | Åstorp          |        |
| 2 maj       | Stjärndalen                            | Dagstorp        |        |
| 3 maj       | Folkets hus                            | Blomstermåla    |        |
| 9 maj       | Fotbollsplatsen, Strandparken          | Torne           |        |
| 10 maj      | Strandparken                           | Torekov         |        |
| 14 maj      | Björkgården                            | Varberg         |        |
| 15 maj      | Atlantic                               | Borås           |        |
| 16 maj      | Torget                                 | Skara           |        |
| 17 maj      | Folkets park                           | Huskvarna       |        |
| 23 maj      | Paradiset no. 1                        | Norrköping      |        |
| 24 maj      | Skogsvallen                            | Östevåla        |        |
| 25 maj      | Storebroparken                         | Storebro        |        |
| 28 maj      | Elvis                                  | Västerås        |        |
| 30 maj      | Berget                                 | Söderhamn       |        |
| 31 maj      | Folkets park                           | Fagersta        |        |
| 5 juni      | Brännö Folkets park                    | Hyltebruk/Torup |        |
| 6 juni      | Parken                                 | Oskarshamn      |        |
| 7 juni      | Sjökronaparken                         | Helsingborg     |        |
| 8 juni      | Liseberg                               | Göteborg        |        |
| 9 juni      | Disco Night Life, Nya Timmerstugan     | Halmstad        |        |
| 11 juni     | Vämoparken                             | Karlskrona      |        |
| 13 juni     | Grace Club                             | Gävle           |        |
| 14 juni     | Parken Zoo                             | Eskilstuna      |        |
| 20 juni     | Folkets park                           | Viskan          |        |
| 21 juni     | Kornsjöstrand                          | Kornsjö         |        |
| 23 juni     | Sommardisco Night Flight, Hasselbacken | Öregrund        |        |
| 27 juni     | Tivoliparken                           | Sölvesborg      |        |
| 28 juni     | Pireus                                 | Malmö           |        |
| 29 juni     | Gubbakulan                             | Vrigstad        |        |
| 2 juli      | Brunnsparken                           | Örebro          |        |
| 3 juli      | Köpmanberget                           | Hudiksvall      |        |
| 4 juli      | Folkets hus                            | Bollsta         |        |
| 5 juli      | Kärrgruvan                             | Norberg         |        |
| 7 juli      | Disco Bell, Hotell Bellevue            | Hjo             |        |
| 8 juli      | Murgrönan                              | Visby           |        |
| 10 juli     | Slottsruinen                           | Borgholm        |        |
| 11 juli     | Nya Grottebacken                       | Osby            |        |
| 12 juli     | Ellösparken                            | Ellös           |        |
| 13 juli     | Sjönelund                              | Vessigebro      |        |
| 18 juli     | Stockholm                              | Stockholm       |        |
| 19 juli     | Glädjehuset                            | Stockholm       |        |
| 20 juli     | Badhusparken                           | Mariehamn       |        |
| 25 juli     | Stallet                                | Vassmolösa      |        |
| 26 juli     | Tjörns nöjespark                       | Fagerfjäll      |        |
| 27 juli     | Brunnsparken (Kaivopuisto)             | Helsingfors     |        |
| 30 juli     | Folkparken Valhall                     | Bengtsfors      |        |
| 31 juli     | Folkets park                           | Mjölby          |        |
| 1 augusti   | Stora salen, Akademiska föreningen     | Lund            |        |
| 2 augusti   | Mastens festplats                      | Kristianopel    |        |
| 7 augusti   | Folkets park                           | Hunnebostrand   |        |
| 9 augusti   | Cupolen, Folkets park                  | Linköping       |        |
| 15 augusti  | Hösttinget                             | Grängesberg     |        |
| 16 augusti  | Ängby park                             | Knivsta         |        |
| 17 augusti  | Säterdalen                             | Säter           |        |
| 22 augusti  | Storholmen                             | Norrtälje       |        |
| 23 augusti  | Folkets park                           | Hagfors         |        |
| 28 augusti  | Kungälvsparken                         | Kungälv         |        |
| 29 augusti  | Folkets park                           | Falköping       |        |
| 30 augusti  | Hay House                              | Karlshamn       |        |
| 7 september | Gröna Lund                             | Stockholm       |        |
| 31 oktober  | Spooky, Nöjesparken                    | Varberg         |        |
| 1 november  | New Place, Axevalla travbana           | Skövde          |        |
| 5 november  | Bellevueparken                         | Karlshamn       |        |
| 6 november  | Biograf Mosaiken                       | Bromölla        |        |
| 7 november  | Folkets park                           | Växjö           |        |
| 8 november  | Granada                                | Löndsboda       |        |
| 11 november | Alströmerskolan                        | Alingsås        |        |
| 12 november | Forum                                  | Oskarshamn      |        |
| 14 november | Folkets hus                            | Trollhättan     |        |
| 15 november | Night Flight, Nya Kullaberg            | Överlida        |        |
| 19 november | Parken                                 | Lidköping       |        |
| 20 november | Konsert-teatern, Folketspark           | Linköping       |        |
| 21 november | Rotundan, Folkets park                 | Gävle           |        |
| 22 november | Folkets hus                            | Rottneros       |        |
| 24 november | Cupolen, Avestaparken                  | Avesta          |        |
| 26 november | Furuparken                             | Östersund       |        |
| 27 november | Parkaden, Folkets park                 | Härnösand       |        |
| 28 november | Discoteque Rockling Blue Jeans         | Byske           |        |
| 29 november | Rotundan, Strömsberg                   | Noraström, Nora |        |
| 2 december  | Safiren, Folkets hus                   | Katrineholm     |        |
| 3 december  | Folkets park                           | Motala          |        |
| 5 december  | A-hallen, Svenska Mässan               | Göteborg        |        |
| 6 december  | Idrottens hus                          | Örebro          |        |
| 12 december | Rotundan, Folkets park                 | Västerås        |        |
| 13 december | Rotundan                               | Hindås          |        |

## Medverkande
- Per Gessle - sång
- Micke "Syd" Andersson - trummor
- Göran Fritzon - synthesizer
- Anders Herrlin - bas
- Mats MP Persson - gitarr